# Catene
Catene је двоструки студијски албум италијанске певачице Мине, објављен 1984. године за издавачку кућу PDU.

## Списак пјесама
| №  | Назив                  | Аутор(и)                                      | Трајање |  |
| 1. | Brigitte Bardot        | Miguel Gustavo                                | 4:05    |  |
| 2. | Strangers in the Night | Eddie Snyder Charles Singleton Bert Kaempfert | 3:44    |  |
| 3. | La verità              | Sergio Bardotti Armando Trovajoli Carlo Pes   | 4:17    |  |
| 4. | Hey Jude               | John Lennon Paul McCartney                    | 6:16    |  |
| 5. | Estate                 | Bruno Martino Bruno Brighetti                 | 3:36    |  |

| №  | Назив                       | Аутор(и)                                     | Трајање |  |
| 1. | Banana Boat                 | Harry Belafonte Lord Burgess William Attaway | 3:49    |  |
| 2. | E la chiamano estate        | Bruno Martino Franco Califano Laura Zanin    | 3:32    |  |
| 3. | Gimme a Little Sign         | Jerry Winn Alfred Smith Joseph Hooven        | 3:23    |  |
| 4. | Eso es el amor              | Pepe Iglesias "El Zorro"                     | 3:40    |  |
| 5. | Buona sera                  | Carl Sigman Peter De Rose                    | 3:32    |  |
| 6. | Acqua azzurra, acqua chiara | Lucio Battisti Mogol                         | 4:10    |  |

| №  | Назив             | Аутор(и)                             | Трајање |  |
| 1. | Comincia tu       | Massimiliano Pani Piero Cassano      | 4:15    |  |
| 2. | Più di così       | Alberto Salerno Giampietro Felisatti | 4:17    |  |
| 3. | Ballando ballando | Giorgio Calabrese Celso Valli        | 3:58    |  |
| 4. | Rose su rose      | Pani Cassano                         | 4:00    |  |
| 5. | Momento magico    | Anselmo Genovese                     | 4:22    |  |

| №  | Назив            | Аутор(и)                     | Трајање |  |
| 1. | Sogno (Sonhos)   | Peninha Cristiano Malgioglio | 4:55    |  |
| 2. | La nave          | Guido Guglielminetti         | 4:56    |  |
| 3. | Per di più       | Calabrese Valli              | 5:01    |  |
| 4. | La casa del nord | Pani Valentino Alfano        | 4:17    |  |

## Позиције на листама
| Листа (1984)              | Највиша позиција |
| ------------------------- | ---------------- |
| Италија (Musica e dischi) | 2                |